# Catha Patera
La Catha Patera è una struttura geologica della superficie di Io.